# The Wanted (álbum)
The Wanted é o auto-intitulado álbum de estreia da banda britânica The Wanted, lançado em 22 de outubro de 2010 pela Global Talent Records, Geffen Records. A sua produção esteve a cargo de Steve Mac, Jonas Jeberg, Cutfather, Greg Kurstin, Phat Fabe, Guy Chambers, Richard Flack, Dreamlab, Jamie Hartman, Harry Sommerdahl, Chris Young, Katelyn Welch, Ashley Brooks e Rami Yacoub. 

## Singles
- All Time Low foi lançado em 25 de julho de 2010, como a estréia do grupo. Ele estreou em #1 no UK Singles Chart, e também alcançou a posição #1 na Escócia. Na Irlanda, a faixa alcançou a posição #13, depois de quatro semanas na tabela. Internacionalmente, "All Time Low" foi lançado em 22 de outubro de 2010 na Alemanha, chegando a #44, e em 1 de julho de 2011 nos Estados Unidos, atingindo um máximo de #19 na Billboard Hot Dance Clube. Seu vídeo oficial tem atualmente mais de dezoito milhões de visualizações no YouTube.
- Heart Vacancy foi lançado em 17 de outubro de 2010, como segundo single do grupo. Ele alcançou a posição #2 no UK Singles Chart, e conseguiu pico de #4, na Escócia. A faixa tornou-se o segundo top 20, da banda, só na Irlanda, atingindo um máximo de #18. Seu vídeo tem atualmente mais de dez milhões de visualizações no YouTube. "Heart Vacancy" é o única do grupo a não ser lançado internacionalmente.
- Lose My Mind foi lançado em 26 de dezembro de 2010, como terceiro single do grupo. Ele alcançou a posição #19 no UK Singles Chart, alcançou a posição #24 na Escócia, mas só conseguiu um pico de #30 na Irlanda. As posições nas paradas de baixa pode ter sido causado pela data de lançamento do single a ser apresentadas a partir de 13 de janeiro de 2011, para 26 de dezembro de 2010. O single também foi lançado na Alemanha em 04 de março de 2011, onde alcançou a posição #36, e será lançado nos Estados Unidos em 11 de junho de 2012, se tornando o quarto single da banda lá. Seu vídeo tem atualmente mais de seis milhões de visualizações no YouTube.

## Promoção
The Wanted visitou o Reino Unido em março e abril de 2011, em apoio ao álbum. Atos da banda de apoio foram Lawson, Twenty Twenty e Starboy Nathan.
| Data                | Cidade        | País          | Local                            |
| ------------------- | ------------- | ------------- | -------------------------------- |
| Reino Unido         |               |               |                                  |
| 28 de Março de 2011 | Manchester    | Inglaterra    | O2 Apollo Manchester             |
| 29 de Março de 2011 | Manchester    | Inglaterra    | O2 Apollo Manchester             |
| 30 de Março de 2011 | Newcastle     | Inglaterra    | Newcastle City Hall              |
| 1 de Abril de 2011  | Brighton      | Inglaterra    | Brighton Centre                  |
| 2 de Abril de 2011  | Nottingham    | Inglaterra    | Nottingham Royal Concert Hall    |
| 3 de Abril de 2011  | Cardiff       | País de Gales | Cardiff International Arena      |
| 5 de Abril 2011     | Plymouth      | Inglaterra    | Plymouth Pavilions               |
| 6 de Abril de 2011  | London        | Inglaterra    | Hammersmith Apollo               |
| 7 de Abril de 2011  | London        | Inglaterra    | Hammersmith Apollo               |
| 9 de Abril de 2011  | Bournemouth   | Inglaterra    | Bournemouth International Centre |
| 10 de Abril de 2011 | Sheffield     | Inglaterra    | Sheffield City Hall              |
| 11 de Abril de 2011 | Wolverhampton | Inglaterra    | Wolverhampton Civic Hall         |
| 13 de Abril de 2011 | Glasgow       | Escócia       | Clyde Auditorium                 |
| 14 de Abril de 2011 | Glasgow       | Escócia       | Clyde Auditorium                 |
| 15 de Abril de 2011 | Edinburgh     | Escócia       | Edinburgh Playhouse              |

## Faixas
| N.º | Título                       | Compositor(es)                                             | Produtor(es)            | Duração |  |
| 1.  | "All Time Low"               | Steve Mac, Wayne Hector, Ed Drewett                        | Mac                     | 3:25    |  |
| 2.  | "Heart Vacancy"              | Mich Hansen, Jonas Jeberg, Lucas Secon, Hector             | Jeberg, Cutfather       | 3:44    |  |
| 3.  | "Lose My Mind"               | Nina Woodford, Rami Yacoub, Carl Falk                      | Rami, Falk, Wideboys    | 3:50    |  |
| 4.  | "Replace Your Heart"         | Cathy Dennis, Greg Kurstin, Kasia Livingston               | Kurstin                 | 4:07    |  |
| 5.  | "Hi & Low"                   | Greg Laswell                                               | Phat Fabe               | 3:41    |  |
| 6.  | "Let's Get Ugly"             | Ennio Morricone, Guy Chambers, Mc. Stagger                 | Chambers, Richard Flack | 3:31    |  |
| 7.  | "Say It on the Radio"        | Daniel James, Leah Haywood, The Wanted                     | Dreamlab                | 3:18    |  |
| 8.  | "Golden"                     | Jamie Hartman, The Wanted                                  | Hartman                 | 2:56    |  |
| 9.  | "Weakness"                   | Woodford, Harry Sommerdahl, Fabian Torsson, The Wanted     | Phat Fabe, Sommerdahl   | 3:56    |  |
| 10. | "Personal Soldier"           | Chambers, Steph Jones                                      | Chambers, Richard Flack | 3:48    |  |
| 11. | "Behind Bars"                | The Wanted, Chris Young                                    | Chris Young             | 3:01    |  |
| 12. | "Made"                       | Chambers, Taio Cruz                                        | Chambers, Flack         | 3:22    |  |
| 13. | "A Good Day for Love to Die" | Mich Hansen, Sharon Vaughn, Marcus John Bryant, The Wanted | Jeberg, Cutfather       | 3:32    |  |

| Faixas bônus da edição deluxe |                                        |                                                      |                   |         |  |
| N.º                           | Título                                 | Compositor(es)                                       | Produtor(es)      | Duração |  |
| 14.                           | "The Way I Feel"                       | Chambers                                             | Chambers, Flack   | 3:26    |  |
| 15.                           | "All Time Low" (Digital Dog Club Edit) | Mac, Hector, Drewett                                 | Mac               | 6:04    |  |
| 16.                           | "Heart Vacancy" (DJs From Mars Remix)  | Mich Hansen, Jonas Jeberg, Lucas Secon, Wayne Hector | Jeberg, Cutfather | 6:15    |  |
| 17.                           | "All Time Low" (vídeo)                 | Mac, Hector, Drewett                                 | Mac               | 3:25    |  |
| 18.                           | "Heart Vacancy" (vídeo)                | Mich Hansen, Jeberg, Secon, Hector                   | Jeberg, Cutfather | 3:44    |  |

## Desempenho nas tabelas musicais
| Tabela musical (2010)            | Melhor posição |
| -------------------------------- | -------------- |
| Escócia - Scottish Albums Chart  | 4              |
| Irlanda - IRMA                   | 11             |
| Reino Unido - UK Albums Chart    | 4              |
| Tabela musical (2012)            | Melhor posição |
| Nova Zelândia - NZ Top 40 Albums | 40             |
| Tabela musical (2013)            | Melhor posição |
| Japão - Oricon Albums Chart      | 28             |

| País        | Provedor | Certificação |
| ----------- | -------- | ------------ |
| Reino Unido | BPI      | Platina      |